# Primeira Conspiração Catilinária
A chamada Primeira Conspiração Catilinária foi uma complô quase certamente fictícia para assassinar os cônsules romanos de 65 a.C. numa tentativa de assumir o poder da República Romana. Quase todos os historiadores modernos acreditam que a conspiração é fictícia e rejeitam as suas alegações como meros rumores políticos caluniosos. O núcleo da lenda, uma conspiração dos dois cônsules eleitos por 65 a.C., para matar e usurpar os cônsules, é considerado inconcebível.

## História
Os cônsules-eleitos, Públio Autrônio Peto e Públio Cornélio Sula, foram impedidos de assumir o cargo por acusações de fraude eleitoral (em latim: "ambitus") pela Lex Acilia Calpurnia. Por conta disto, os próximos candidatos mais votados, Lúcio Mânlio Torquato e Lúcio Aurélio Cota foram eleitos numa nova rodada eleitoral e assumiram o cargo em 1 de janeiro de 65 a.C.. Segundo as fontes, Catilina, furioso por não ter tido oportunidade de concorrer, teria conspirado com Cneu Calpúrnio Pisão e os dois cônsules-eleitos acusados para assassinar muitos dos senadores e os novos cônsules no dia da posse. Segundo o plano, eles se auto-nomeariam cônsules para 65 a.C. e Pisão receberia o comando das províncias romanas na Hispânia. Numa segunda versão, Suetônio afirma que Júlio César e Marco Licínio Crasso teriam liderado a conspiração e Catilina não é mencionado. Segundo o plano, Crasso assumiria o posto de ditador e nomearia César como seu mestre da cavalaria.
Em 62 a.C., depois da morte de Catilina, Cícero defendeu Públio Cornélio Sula da acusação de ter sido membro da Segunda Conspiração Catilinária. Para livrar seu cliente de qualquer envolvimento na primeira conspiração, Cícero coloca a culpa toda em Catilina, que, convenientemente, havia declarado guerra contra a República Romana nos meses anteriores. No fim, Sula acabou inocentado, o nome de Catilina foi ainda mais difamado e Cícero recebeu um grande empréstimo para comprar uma mansão em Roma.
Não é claro quem teria participado nesta suposta conspiração, pois diferentes relatos acusam diferentes pessoas, mas a associação de Catilina a ela parece ter sido desenvolvida depois da Segunda Conspiração. As acusações de Cícero antes de 63 a.C. são, provavelmente, falsas — não havia punição para difamação no direito romano. Além disto, Catilina tinha poucos motivos para participar desta conspiração, especialmente por que ele pouco fez para negar as acusações e manteve sua aspiração ao consulado ao tentar se eleger legitimamente no ano seguinte. Além disto, este complô teria como objetivo assassinar Mânlio Torquato, um aliado de Catilina.
Os relatos sobre esta conspiração parecem representar uma coleção de rumores cujo objetivo era apenas difamar os acusados. No caso de Catilina, boa parte da informação tinha como origem o discurso "In Toga Candida", proferido por Cícero na campanha eleitoral de 64 a.C. e do qual apenas fragmentos sobreviveram na obra, posterior, de Ascônio Pediano.